# محوطه داغلیان سفلی
محوطه داغلیان سفلی مربوط به هزاره اول قبل از میلاد است و در شهرستان اهر، بخش مرکزی، دهستان آذغان، روستای داغلیان سفلی واقع شده و این اثر در تاریخ ۱۵ دی ۱۳۸۷ با شمارهٔ ثبت ۲۳۹۵۹ به‌عنوان یکی از آثار ملی ایران به ثبت رسیده است.